# 乾德 (前蜀)
乾德（919年—924年）是前蜀后主王衍的第一個年号，共计6年。

## 改元
- 光天元年——六月一日，前蜀高祖去世；二日，後主王衍繼位。十二月二十二日，明年改元為乾德元年。[2][3][4]
- 乾德六年——十二月二十七日，明年改元為咸康元年。[5][6][7]

## 紀年對照表
| 乾德 | 元年  | 二年  | 三年  | 四年  | 五年  | 六年  |
| ---- | ----- | ----- | ----- | ----- | ----- | ----- |
| 公元 | 919年 | 920年 | 921年 | 922年 | 923年 | 924年 |
| 干支 | 己卯  | 庚辰  | 辛巳  | 壬午  | 癸未  | 甲申  |

## 同期存在的其他政权年号
- 中國
  - 貞明（915年－921年）：後梁—朱友貞之年號
  - 龙德（921年－923年）：後梁—朱友貞之年號
  - 天祐（907年－923年）：晉—李存勗尊奉之年號
  - 同光（923年－926年）：後唐—李存勗之年號
  - 天復（907年－922年）：岐—李茂貞尊奉之年號
  - 天祐（922年－924年）：岐—李茂貞尊奉之年號
  - 天祐（907年－919年）：吳—楊渥、楊隆演尊奉之年號
  - 武義（919年－921年）：吳—楊隆演之年號
  - 順義（921年－927年）：吳—楊溥之年號
  - 宝大（924年－925年）：吳越—錢鏐之年號
  - 乾亨（917年－925年）：南漢—劉龑之年號
  - 安和（917年－920年）：大長和—鄭仁旻之年號
  - 貞祐（921年－924年）：大長和—鄭仁旻之年號
  - 神册（916年－922年）：契丹—耶律阿保機之年號
  - 天赞（922年－926年）：契丹—耶律阿保機之年號
  - 同慶（912年－966年）：于闐—尉遲烏僧波之年號
- 朝鮮半島
  - 天授（918年－933年）：高麗—太祖王建之年號
- 日本
  - 延喜（901年－923年）：醍醐天皇之年号
  - 延長（923年－931年）：醍醐天皇、朱雀天皇之年号

## 參看
- 中國年號索引
- 其他政权使用的乾德年号

## 深入閱讀
- 李崇智. . 北京: 中華書局. 2004年12月. ISBN 7101025129.
- 鄧洪波. . 臺北: 國立臺灣大學東亞經典與文化研究計劃. 2005年3月  [2022-01-03]. ISBN 9789860005189. （原始内容 (pdf)存档于2007-08-25）. （页面存档备份，存于）

| 前一年號： 光天 | 前蜀年號 919年－924年 | 下一年號： 咸康 |